# Anita Márton
Anita Márton (* 15. Januar 1989 in Szeged) ist eine ehemalige ungarische Leichtathletin, die im Kugelstoßen und im Diskuswurf an den Start geht. Sie wurde 2017 Vizeweltmeisterin im Kugelstoßen und wurde 2018 Hallenweltmeisterin und gewann 2016 eine olympische Bronzemedaille. Zudem wurde sie 2015 und 2017 Halleneuropameisterin und ist damit die erfolgreichste ungarische Kugelstoßerin.

## Sportliche Laufbahn
Erste Erfahrungen bei internationalen Meisterschaften sammelte Anita Márton beim Europäischen Olympischen Jugendfestival (EYOF) 2005 in Lignano Sabbiadoro, bei dem sie mit einer Weite von 12,98 m den neunten Platz im Kugelstoßen belegte und im Diskusbewerb mit 47,27 m die Bronzemedaille gewann. Anschließend gelangte sie bei den Jugendweltmeisterschaften in Marrakesch mit 12,79 m auf den elften Platz im Kugelstoßen und schied mit dem Diskus mit 40,04 m in der Qualifikationsrunde aus. Im Jahr darauf verpasste sie bei den Juniorenweltmeisterschaften in Peking mit der Kugel mit 14,87 m den Finaleinzug und belegte im Diskuswurf mit 46,76 m den zwölften Platz. 2007 belegte sie bei den Junioreneuropameisterschaften in Hengelo mit 15,07 m den siebten Platz im Kugelstoßen und wurde mit dem Diskus mit 49,56 m Sechste. Im Jahr darauf belegte sie bei den Juniorenweltmeisterschaften in Bydgoszcz mit 15,88 m den siebten Platz im Kugelstoßen und mit 51,16 m den sechsten Platz im Diskuswurf. 2009 schied sie bei den Halleneuropameisterschaften in Turin sie mit 15,82 m in der Qualifikationsrunde und im Juli belegte sie bei den U23-Europameisterschaften in Kaunas mit 17,20 m den fünften Platz im Kugelstoßen und gelangte mit dem Diskus mit 48,56 m auf Rang elf. Anschließend startete sie im Kugelstoßen bei den Weltmeisterschaften in Berlin und schied dort mit 16,80 m in der Vorrunde. Im Jahr darauf reichten bei den Hallenweltmeisterschaften in Doha 17,34 m nicht für den Finaleinzug und im Juli belegte sie bei den Europameisterschaften in Barcelona mit 17,78 m den Neunten Platz.
2011 wurde sie bei den Halleneuropameisterschaften in Paris mit 17,84 m Fünfte und im Juli belegte sie bei den U23-Europameisterschaften in Ostrava mit 17,09 m den fünften Platz im Kugelstoßen und im Diskuswurf gewann sie mit 54,14 m die Bronzemedaille hinter der Russin Jewgenija Kolodko und Sophie Kleeberg aus Deutschland. Daraufhin gelangte sie bei der Sommer-Universiade in Shenzhen mit 17,01 m auf den siebten Platz, ehe sie bei den Weltmeisterschaften in Daegu mit 17,04 m in der Qualifikationsrunde ausschied. Im Jahr darauf wurde sie bei der Doha Diamond League mit 18,33 m Dritte und im Juni belegte sie bei den Europameisterschaften in Helsinki mit 17,93 m den siebten Platz. Daraufhin nahm sie an den Olympischen Sommerspielen in London teil und verpasste dort mit 17,48 m den Finaleinzug. 2013 kam sie bei den Halleneuropameisterschaften in Göteborg mit 17,22 m nicht über die Vorrunde hinaus, gewann dann aber im Juli bei der Studentenweltspielen in Kasan mit 17,92 m die Bronzemedaille hinter der Chinesin Liu Xiangrong und Natalia Duco aus Chile. Márton erhielt die Medaille aber erst Jahre später durch die dopingbedingte Disqualifikation der ursprünglichen Goldmedaillengewinnerin Irina Tarassowa aus Russland. Kurz darauf schied sie bei den Weltmeisterschaften in Moskau mit 17,32 m in der Qualifikationsrunde aus. Im Jahr darauf belegte sie bei den Hallenweltmeisterschaften in Sopot mit 18,17 m den fünften Platz und wurde in Doha mit 18,32 m erneut Dritte bei der Diamond League. Im August gewann sie bei den Europameisterschaften in Zürich mit 19,04 m die Silbermedaille und musste sich damit nur der Deutschen Christina Schwanitz geschlagen geben. Erneut rückte sie erst nachträglich wegen der Disqualifikation von Jewgenija Kolodko auf den Silberrang vor.
2015 siegte sie mit 19,23 m bei den Halleneuropameisterschaften in Prag und Ende Juli wurde sie bei der Bauhaus-Galan mit 18,74 m Dritte. Anschließend erreichte sie bei den Weltmeisterschaften in Peking das Finale und klassierte sich dort mit 19,48 m auf dem vierten Platz. Kurz darauf wurde sie bei Weltklasse Zürich mit 18,42 m Dritte. Im Jahr darauf gewann sie bei den Hallenweltmeisterschaften in Portland mit 19,33 m die Silbermedaille hinter der US-Amerikanerin Michelle Carter und Anfang Mai wurde sie bei der Doha Diamond League mit 19,22 m Zweite, wie auch beim Meeting International Mohammed VI d’Athlétisme de Rabat mit 18,51 m und bei der Golden Gala Pietro Mennea mit 18,98 m. Im Juli gewann sie bei den Europameisterschaften in Amsterdam mit 18,72 m die Silbermedaille hinter der Deutschen Christina Schwanitz und daraufhin gewann sie bei den Olympischen Sommerspielen in Rio de Janeiro gewann mit neuer Bestleistung von 19,87 m im Finale die Bronzemedaille hinter der US-Amerikanerin Carter und Valerie Adams aus Neuseeland. Im September wurde sie beim Memorial Van Damme mit 19,11 m Dritte. 2017 verteidigte sie bei den Halleneuropameisterschaften in Belgrad mit 19,28 m erfolgreich ihren Titel und stellte damit eine neue Weltjahresbestleitung auf. Im Mai wurde sie bei der Doha Diamond League mit 18,99 m Zweite und anschließend wurde sie bei der Shanghai Diamond League mit 18,69 m Dritte. Im August gewann sie bei den Weltmeisterschaften in London mit 19,49 m im Finale die Silbermedaille hinter der Chinesin Gong Lijiao gewann und im Diskuswurf schied sie mit 55,96 m in der Qualifikationsrunde aus. Daraufhin gelangte sie bei Weltklasse Zürich mit 18,54 m auf Rang zwei. Im Jahr darauf siegte sie mit 19,62 m bei den Hallenweltmeisterschaften in Birmingham und stellte damit einen neuen Landesrekord auf. Sie stieg auch stark in die Freiluftsaison ein, musste aber die Europameisterschaften im August verletzt auslassen.
2019 gewann sie bei den Halleneuropameisterschaften in Glasgow mit 19,00 m die Bronzemedaille hinter der Bulgarin Radoslawa Mawrodiewa und Christina Schwanitz aus Deutschland. Im Oktober belegte sie dann bei den Weltmeisterschaften in Doha mit 18,86 m im Finale den fünften Platz. 2021 nahm sie zum dritten Mal an den Olympischen Sommerspielen in Tokio teil und verpasste dort mit 17,59 m den Finaleinzug. Im Jahr darauf siegte sie mit 16,85 m bei der Hungarian GP Series – Pápa und 2023 wurde sie bei den Halleneuropameisterschaften in Istanbul mit 18,28 m Sechste. Im Juni wurde sie bei der 2. Liga der Team-Europameisterschaft im Zuge der Europaspiele in Chorzów mit 17,74 m Erste und im August schied sie bei den Heimweltmeisterschaften in Budapest mit 17,85 m in der Qualifikationsrunde aus. Im September verkündete sie ihren Rücktritt vom aktiven Leistungssport und beendete damit ihre Karriere im Alter von 34 Jahren.
In den Jahren von 2006 bis 2019 sowie von 2021 bis 2023 wurde Márton ungarische Meisterin im Kugelstoßen im Freien sowie von 2006 bis 2011 und von 2013 bis 2015 sowie 2019 und 2020 und 2022 und 2023 auch in der Halle. Zudem wurde sie von 2008 bis 2019 sowie 2022 und 2023 Landesmeisterin im Diskuswurf.

## Persönliche Bestleistungen
- Kugelstoßen: 19,87 m, 12. August 2016 in Rio de Janeiro (ungarischer Rekord)
  - Halle: 19,62 m, 2. März 2018 in Birmingham (ungarischer Rekord)
- Diskuswurf: 60,94 m, 4. September 2016 in Budapest

## Auszeichnungen
- Leichtathletin des Jahres: (2014, 2015[4], 2016, 2017, 2018, 2019)
- Ungarisches Verdienstkreuz (2016)